# 20 Once Again
20 Once Again (chino: 重返20岁; pinyin: Chóng fǎn èrshí suì), es una película china de comedia, dirigida por Leste Chen y protagonizada por Yang Zishan, Gua Ah-leh, Bolin Chen y Luhan. La película es un remake de la película surcoreana Miss Granny. Fue lanzada el 8 de enero de 2015.

## Sinopsis
Shen Meng Jun (Gua Ah-leh) es una mujer viuda orgullosa y malhumorada de 70 años que con frecuencia encuentra errores en todos los que la rodean. Ella se enorgullece de su capacidad para criar a su hijo sin ayuda, a pesar de la pobreza durante la Revolución Cultural, para convertirse en profesora de una universidad prestigiosa. Ella muestra su parcialidad hacia su nieto Xiang Qian Jin (Luhan) porque aspira a convertirse en músico y representa un sueño que Meng Jun nunca pudo lograr. Aunque es amable con su nieto, es muy crítica con su nuera, Yang Qin (Yijuan Li) y su nieta, Xin Ran (Yin Hang), quien trata a Meng Jun con desprecio por la forma en la que trata a su madre. Esto lleva a Yang Qin a desmayarse debido a la presión que ejerce sobre ella. Después del incidente, la familia decide que es hora de que ella vaya a un asilo de ancianos. Sintiéndose triste y deambulando por la calle, decide tomarse un retrato en un estudio fotográfico. Al salir, para su sorpresa, se da cuenta de que se ha transformado nuevamente en su yo de 20 años. Luego de haberse obtenido esa mágica segunda oportunidad, cambia su nombre a Meng Li Jun (Yang Zishan). 
Después de la transformación de Meng Jun, ella decide mantener en secreto su nueva identidad. Meng comienza a alquilar una habitación a su amigo de confianza y antiguo sirviente, Li Dahai (Deshun Wang). Más tarde, mientras acompañaba a Dahai al centro de recreación para personas mayores, ella conoce a su rival, una mujer mayor y coqueta. Allí, tuvieron una batalla de canto, en la que Li Jun gana. Ella logró capturar el corazón de la multitud con su voz. Mientras canta, un director de música entra y le ofrece la oportunidad de su vida. 

## Elenco
- Yang Zishan como Meng Li Jun de 20 años.
  - Gua Ah-leh como Meng Li Jun de 70 años.
- Luhan como Xiang Qian Jin.
- Chen Bolin como Tan Zhi Ming.
- Wang Deshun como Li Da Hai.
- Zhao Lixin como Xiang Guo Bin.
- Li Yijuan como Yang Qin.
- Yin Hang como Xiang Xin Ran.
- Xing Zhaolin como miembro de la banda.

## Recepción
El 8 de febrero de 2015, la película recaudó más de 59.01 millones de dólares en China.

## Premios y nominaciones
| Año  | Premio                                | Categoría            | Receptor      | Resultado |
| ---- | ------------------------------------- | -------------------- | ------------- | --------- |
| 2015 | 12th China Movie Channel Media Awards | Mejor actriz         | Yang Zishan   | Ganadora  |
| 2015 | 12th Guangzhou Student Film Festival  | Película más popular | 20 Once Again | Ganador   |
| 2015 | 12th Guangzhou Student Film Festival  | Actor más popular    | Luhan         | Ganador   |